# Гней Октавий Руф
Гней Октавий Руф (на латински: Gnaeus Octavius Rufus) e политик на Римската република през 3 век пр.н.е.
Той е първият от плебейската си фамилия Октавии, който получава служба в cursus honorum. Той става квестор през 230 пр.н.е. (или вероятно през 254 пр.н.е.).
Неговият син Гней Октавий (претор 205 пр.н.е.) основава клон на фамилията с консули и е баща на Гней Октавий, който става консул през 165 пр.н.е. Другият му син Гай Октавий (военен трибун 205 пр.н.е.) е прапрадядо на по-късния император Август.
1. ↑  Cn. Octavius (cf. 79) Sca.? Rufus //   Посетен на 10 юни 2021 г.
2. ↑  4507 //   Посетен на 10 юни 2021 г.